# Шенгер
Шенге́р (каз. Шөңгер) — село у складі району Турара Рискулова Жамбильської області Казахстану. Входить до складу Куланського сільського округу.
У радянські часи село називалось Учебне хозяйство ДЗВТ.
Населення — 298 осіб (2021; 173 у 2009, 548 у 1999, 186 у 1989).